# Rhogeessa bickhami
Rhogeessa bickhami — вид родини лиликових.

## Етимологія
Цей вид названий на честь Джона Бікхама (John W. Bickham), на знак визнання його багаторічного внеску у вивчення Rhogeessa (та інших видів ссавців), і його роль в описі моноплечової моделі хромосомного видоутворення. Він був наставником для багатьох теріологів.

## Опис
Невеликого розміру, із загальною довжиною між 66 і 78 мм, довжина хвоста між 22 і 36 мм, довжина стопи між 5 і 7 мм і довжина вух від 11 до 14 мм.
Шерсть коротка. Спинна варіюються від жовто-сірого до коричнево-жовтого кольору з чорнуватими кінчиками волосин, а черевна частина світло-коричнева. Морда широка, через наявність двох залозистих мас з боків. Вуха відносно короткі, темні, трикутної форми, з закругленими кінцями. У самців є залозисті маси біля основи спинної поверхні перед вухами. Козелка довгі й тонкі. Крила прикріплені до задньої частини основи пальців. Кінчик довгого хвоста злегка виступає за межі великої хвостової мембрани, яка позбавлена волосся. Калькар добре розвинений і має обтічну форму. Каріотип: 2n = 34.

## Середовище проживання
Цей вид поширений в південному мексиканському штаті Чьяпас, на півдні Гватемали, в Гондурасі, Сальвадорі, Нікарагуа і пн.-зх. Коста-Рики. Він живе в листяних лісах.

## Звички
Харчується комахами.